# 里申
50°8′49″N 23°26′41″E / 50.14694°N 23.44472°E
里申（烏克蘭語：Рішин），是烏克蘭的村落，位於該國西部利沃夫州，由亞沃里夫區負責管轄，始建於1480年，面積0.47平方公里，海拔高度292米，2001年人口151，人口密度每平方公里321.28人。